# Light + Shade
Light + Shade ist ein Album des britischen Musikers Mike Oldfield, das auf zwei CDs veröffentlicht wurde. Es war das erste Album, das nach der Unterzeichnung des Vertrages zwischen Mike Oldfield und Mercury Records veröffentlicht wurde.
Das Album wurde am 26. September 2005 veröffentlicht. Bei den Titeln auf den beiden CDs handelte es sich teilweise um Neuveröffentlichungen. Bei den anderen Titeln handelt es sich um alternative Remixe aus den Soundtracks seiner auf Virtueller Realität basierenden Computerspiele Tres Lunas und Maestro.

## Hintergrund
Das Album bietet zwei Musik-Genres für zwei verschiedene Stimmungen. Diese Aufteilung veranlasste Oldfield, die Musik auf zwei getrennte eigenständige CDs aufzuteilen. Die ersten neun Titel werden als „Light“ (=Licht) bezeichnet und sind heitere und ruhigere Stücke. Die zweite Hälfte heißt „Shade“ (=Schatten) und transportiert ein viel dunkleres Gefühl. Viele der Titel auf dem Album sind Remixe und/oder längere Versionen der Musik aus seinen Computerspielen Tres Lunas und Maestro.
Auf seiner offiziellen Webseite schrieb Oldfield, dass neben den Standard Aufnahmen des Albums auch ein Surround-Sound 5.1 Mix des Albums produziert wurde. Allerdings wurde dieser bis 2014 nicht veröffentlicht. Vier Titel des Albums wurden in dem U-MYX-Format veröffentlicht, die es den Fans ermöglichen, eigene Mixe dieser Titel zu erstellen.
Auf dem Album tauchte Oldfields Vorliebe für veränderte menschliche Stimmen wieder auf, dieses Mal in Form von Vocaloid, einem virtuellen Software-Synthesizer, der es durch Sprachsynthese ermöglicht, künstlichen Gesang zu erzeugen, der dem einer menschlichen Stimme ähnelt. Dafür wurde die Stimme „Miriam“ verwendet, die auf der Stimme der Sängerin Miriam Stockley basiert, mit der Mike Oldfield in der Vergangenheit zusammengearbeitet hatte. Der Vocaloid-Titel Surfing sollte nach der spanischen Webseite zm.nu eigentlich die erste Single-Veröffentlichung des Albums sein. In „Tears of an Angel“ ist „Miriam“ mit der Software Cantor zu hören.
Die Titel First Steps und Ringscape wurden von Robyn Smith arrangiert. Christopher von Deylen hat einen Gastauftritt in Nightshade. Oldfield revanchierte sich mit seinem Gitarrenspiel in Morgentau, einem Titel des Albums Tag und Nacht von Deylens Ambient-Musikprojekt Schiller.
Quicksilver steht für das Metall Quecksilber, der Name des Plattenlabels Mercury bedeutet in der Englischen Sprache das Gleiche. Auf Oldfields nächstem Album Music of the Spheres wiederholt er diesen Titel mit dem Titelnamen Musica Universalis, der auf Englisch übersetzt für Universal Music steht.
Der Titel Blackbird ist nach einem von Oldfields Motorrädern benannt, einer Honda CBR 1100 XX Blackbird.
Der Titel Romance ist eine Techno-Version eines Fragments aus dem klassischen Gitarrenstück mit dem gleichen Namen aus dem 19. Jahrhundert.

## Titelliste

### Disc 1 (Light)
1. Angelique – 4:40
2. Blackbird – 4:39
3. The Gate – 4:14
4. First Steps – 10:02
5. Closer – 2:51
6. Our Father – 6:50
7. Rocky – 3:19
8. Sunset – 4:47
9. Près de Toi (Bonustrack) – 3:56

### Disc 2 (Shade)
1. Quicksilver – 5:55
2. Resolution – 4:33
3. Slipstream – 5:15
4. Surfing – 5:36
5. Tears of an Angel – 5:38
6. Romance – 4:00
7. Ringscape – 4:22
8. Nightshade – 5:11
9. Lakme (Fruity Loops) (Bonustrack) – 4:55
10. Cook’s Tune (Bonustrack) – 3:15

## U-MYX CD-ROM Titel
- Quicksilver (U-MYX Version)
- Our Father (U-MYX Version)
- Slipstream (U-MYX Version)
- Angelique (U-MYX Version)

## Ausstattung

### Gitarren
- Fender Strat (pink) 1963
- Paul Reed Smith Signature 1990
- Ramírez Classical 1974
- Fender Precision Bass 1964

### Piano
- Steinway Grand 1928

### Keyboards
- Roland
- Yamaha

### Computer
- Mac G5 (Logic 7)
- PC (Windows XP Pro with FL Studio)

### Software plugins
- Glaresoft: iDrum
- Linplug: Albino 2
- Native Instruments: Absynth 3 / Altered States / FM7 / Morphology / Reaktor / Sounds of Polynesia / Wired
- reFX: Vanguard
- Spectrasonics: Atmosphere / Stylus RMX
- Steinberg: Groove Agent / Hypersonic / Kantos / Slayer / XPhrase
- Virtual Vocalist Software: Vocaloid / Cantor

## Verwendung in anderen Medien
Teile von Light and Shade wurden in den Medien weiterverwendet. Beispiele dafür sind die Titel „Resolution“ und „Slipstream“, die in der BBC Technikserie Click verwendet wurden.